# Volkmarsdorf (Groß Twülpstedt)
Volkmarsdorf ist ein Ortsteil der Gemeinde Groß Twülpstedt im Landkreis Helmstedt. Er wurde erstmals im Jahre 1014 unter dem Namen Volksmerstorp urkundlich erwähnt. Der Ortsname stammt von der Person Volcmer.

## Geographie
Volkmarsdorf liegt unmittelbar südöstlich von Wolfsburg. Durch Kreisstraßen ist das Dorf mit Almke, Rümmer, Groß Twülpstedt und Klein Sisbeck verbunden. Das Dorf hat rund 450 Einwohner (Stand 2011).

## Geschichte
Am 1. Juli 1972 wurde Volkmarsdorf in die Gemeinde Groß Twülpstedt eingegliedert.

## Kirche
Bekannt ist Volkmarsdorf durch die evangelische St.-Servatius-Kirche. Die doppeltürmige Kirche wurde 1847 im neugotischen Stil erbaut. Die Errichtung des Westwerks folgte 1896. 
Es ist überliefert, dass Kaiser Lothar III., Stifter des Doms zu Königslutter, um 1135 die erste Kirche in Volkmarsdorf bauen ließ. Bis dahin mussten die Volkmarsdorfer Kirchgänger nach Ochsendorf gehen. Der heutige Bau erhielt, in Erinnerung an Lothar III., einen Doppelturm wie der Dom in Königslutter.

## Vereine
Es gibt in Volkmarsdorf zahlreiche Vereine, etwa den Schützenverein und den Sportverein Eintracht Volkmarsdorf, der mit dem STV Holzland kooperiert.